# Richtlinien für die wegweisende Beschilderung außerhalb von Autobahnen
Die Richtlinien für die wegweisende Beschilderung außerhalb von Autobahnen (kurz RWB) sind ein in Deutschland gültiges technisches Regelwerk. Die RWB regeln die Gestaltung der wegweisenden Beschilderung auf Straßen. Die Wegweisung für Autobahnen wird in den Richtlinien für die wegweisende Beschilderung auf Autobahnen (RWBA) behandelt. Die RWB regelt die Zielangaben, die Standortwahl sowie die Gestaltung von Vorwegweisern und Wegweisern etwa auf autobahnähnlichen Straßen, von Ortstafeln und Ortshinweistafeln sowie von Straßennamens- und Hausnummernschildern.
Die derzeit gültige Fassung RWB 2000 hat das Bundesministerium für Verkehr, Bau- und Wohnungswesen (BMVBS) mit dem Allgemeinen Rundschreiben Straßenbau Nr. 27/1999 vom 15. November 1999 eingeführt.

## Inhalt
Die RWB gliedern sich in neun Hauptabschnitte. Der erste Abschnitt formuliert allgemeine Anforderungen an die wegweisende Beschilderung. Der zweite Abschnitt nennt den Aufbau und die Elemente der Beschilderung. Die Systematik der Zielangaben und die Grundsätze zur Aufstellung der Beschilderung werden in den Abschnitten drei und vier erläutert. Die Abschnitte fünf bis neun definieren die korrekte Gestaltung für sämtliche Erscheinungsformen. Im Anhang der Richtlinie werden Regelpläne behandelt und weitere Informationen zur Größe und Bemaßung der Beschilderung aufgeführt.

### Einheiten
Die RWB verwenden folgende Maßeinheiten:
h: Schriftgröße
E:  ⅐ der Schriftgröße h in mm
z: Zifferngröße (z = 0,75 × h)
N: ⅐ der Zifferngröße z
H: Schildhöhe
B: Schildbreite
r: Eckradius
A: seitlicher Abstand vom Schild zum Fahrbahnrand in m
HB: lichte Höhe/Bodenfreiheit in m
v: Geschwindigkeit in km/h
c: Konstante
a: Pfeilschaftbreite in mm
a₁: Schaftbreite von Herzpfeilen (3 E)
a₂: Schaftbreite von ISO-Pfeilen (2,8 E)

### Inhalt der Wegweiser

#### Schreibweise
Bei grenzüberschreitenden Zielen wird in der Regel die ausländische Schreibweise verwendet (z. B. „Strasbourg“ statt „Straßburg“). Von dieser Regel kann jedoch abgewichen werden, wenn sich die deutsche und die ausländische Schreibweise stark unterscheiden (z. B. „Breslau“ statt „Wrocław“). In diesem Fall wird die ausländische Schreibweise der deutschen nachgestellt und durch einen Schrägstrich getrennt (z. B. „Breslau/Wrocław“).

#### Namenszusätze
Namenszusätze wie „Stadt“, „Markt“, „Landeshauptstadt“, u. Ä. entfallen grundsätzlich bei der Angabe des Ortsnamens in der Wegweisung. Einzige Ausnahme hiervon ist der Namenszusatz „Bad“. Namenszusätze nach Flüssen, Bergen oder Landschaften (z. B. „am Main“) entfallen ebenfalls, auch wenn sie im amtlichen Ortsnamen enthalten sind. Dies gilt jedoch nicht, falls Verwechslungsgefahr mit ähnlich benannten Orten besteht, etwa beim häufig vorkommenden Ortsnamen „Neustadt“.

#### Kontinuitätsregel
Wird ein bestimmtes Ziel auf einem Wegweiser aufgeführt, muss es auf den nachfolgenden Wegweisern solange wiederholt werden, bis das Ziel erreicht wird.

#### Grundfarben und Farbeinsätze

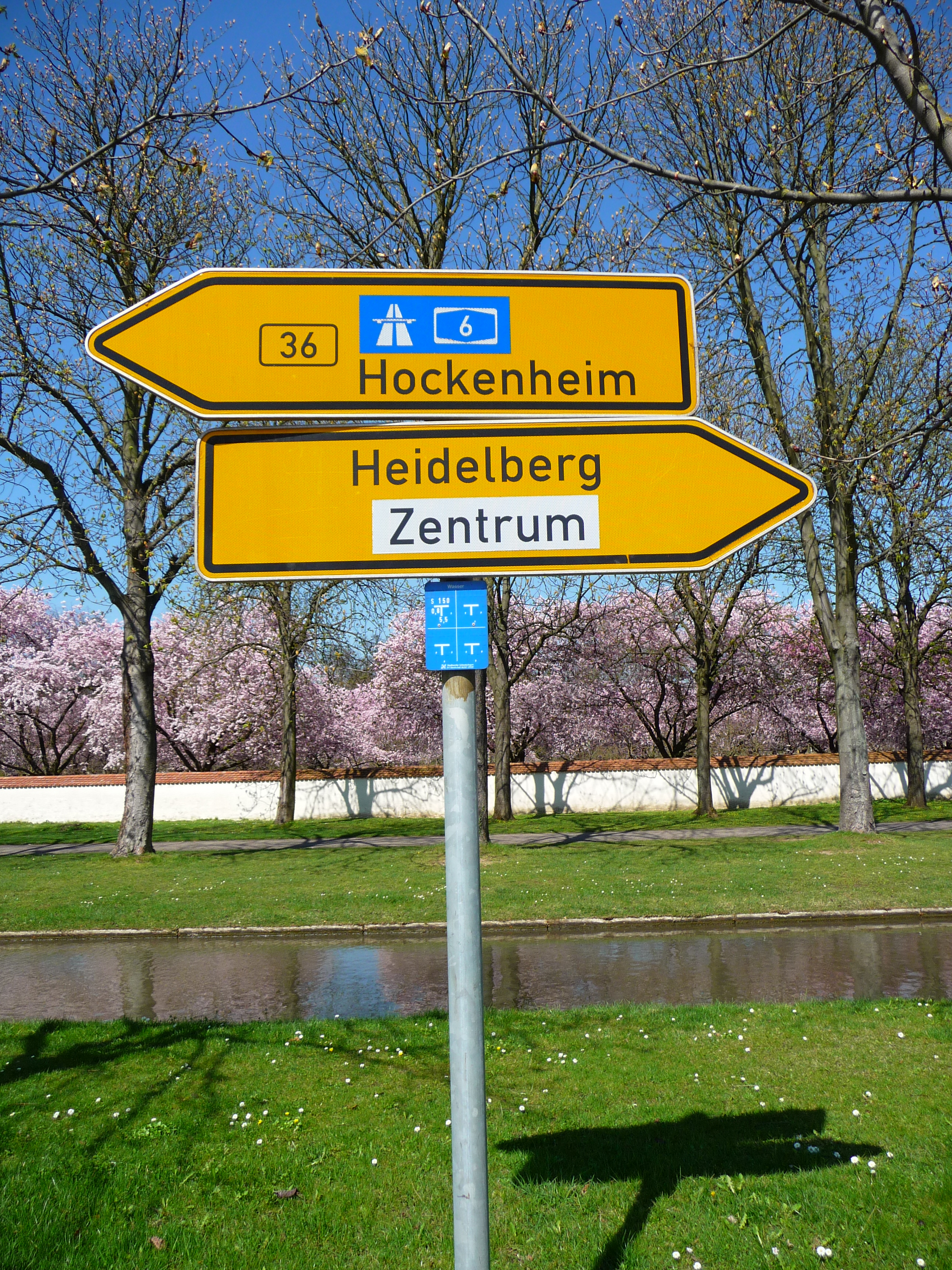
Beispiel für eine unzulässige Anwendung von Farbeinsätzen: Pfeilwegweiser dürfen keine Farbeinsätze enthalten

Enthält ein Vorwegweiser mindestens ein außerörtliches („gelbes“) Ziel, so muss dieser eine gelbe Grundfarbe besitzen. Nur wenn ausschließlich innerörtliche („weiße“) Ziele auf einem Schild erscheinen, besitzt es eine weiße Grundfarbe. Es besteht jedoch die Möglichkeit in Ausnahmefällen ein „gelbes“ Ziel auf einem Schild mit weißer Grundfarbe zu platzieren, wenn dies die Verkehrslenkung erleichtert. Farbeinsätze dürfen in Vorwegweisern und Wegweisern in kompakter oder teilaufgelöster Bauweise enthalten sein. Farbeinsätze dürfen weder einen Rand besitzen, noch weitere Farbeinsätze enthalten. Zudem sind sie Pfeilwegweisern und in Segmenten von aufgelösten Tabellenwegweisern nicht zulässig.

### Anordnung der Wegweiser

#### Reihenfolge
Bei Wegweisern, die übereinander angeordnet werden, richtet sich die Anordnungsreihenfolge nach der Fahrtrichtung und der Farbe. Dabei gilt zuerst die Ordnung nach den Fahrtrichtungen, welche jeweils zu Richtungsblöcken zusammengefasst werden. Dabei befinden sich die geradeausweisenden Elemente stets oben, darunter befinden sich die linksweisenden Elemente und unten befinden sich die rechtsweisenden Elemente. Wendepfeile befinden sich unter den linksweisenden Elementen. Innerhalb dieser Richtungsblöcke gilt die Ordnung nach den Grundfarben der Schilder: Blaue Elemente befinden sich oben, gelbe Elemente darunter und weiße Elemente unten.

#### Anzahl der Zielangaben

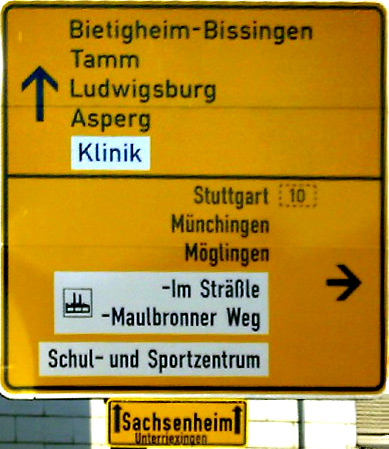
Beispiel für eine unzulässige Anzahl an Zielangaben: Mehr als 4 Ziele pro Richtung. Zudem wird die erlaubte Gesamtzahl von 10 Zielen überschritten.

Die Anzahl der Zielangaben an einem Aufstellort darf höchstens 10 betragen. In jede Fahrtrichtung sind dabei höchstens 4 Ziele zulässig.

### Bemaßungen

#### Verkehrszeichen in Wegweisern

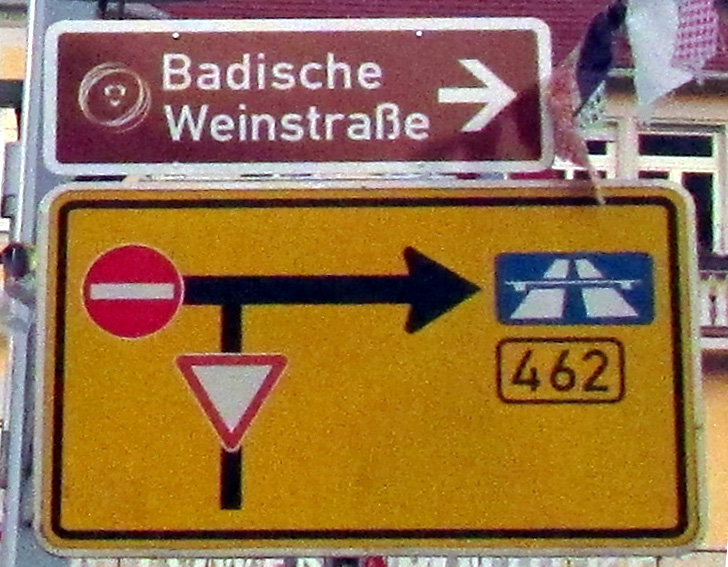
Vorwegweiser mit Verkehrszeichen und Verdeutlichung der vorfahrtberechtigten Straße durch breiteren Pfeilschaft

In den Zeichen 434, 438 und 439 können Verkehrszeichen, auf die ein Hinweis zwingend erforderlich ist (z. B. Verkehrsverbote für bestimmte Fahrzeugarten; Höhen- oder Gewichtsbeschränkungen), verkleinert dargestellt werden. Dabei werden diese in der Mitte des Pfeilschafts dargestellt. Dabei müssen vor und nach dem dargestellten Verkehrszeichen jeweils noch mindestens 2 a des Pfeilschafts zu sehen sein.
| h in mm | Ronde (Durchmesser in mm) | Dreieck (Länge der Seiten zwischen den Schnittpunkten der verlängerten Seitenlinien in mm) | Quadrat (Länge der Seiten in mm) | Oktagon (Abstand zwischen den parallelen Seiten in mm) |
| ------- | ------------------------- | ------------------------------------------------------------------------------------------ | -------------------------------- | ------------------------------------------------------ |
| 105,126 | 300                       | 400                                                                                        | 300                              | 300                                                    |
| 140     | 375                       | 500                                                                                        | 375                              | 375                                                    |
| ≥ 175   | 450                       | 600                                                                                        | 450                              | 450                                                    |

#### Nationalitätenzeichen
Das weiße und ovale Nationalitätenzeichen für Zielangaben im Ausland ist 21 N breit und 12,5 N hoch. Es hat einen schwarzen Rand mit 0,25 E Breite (von außen nach innen). Die Schrift der Landesbuchstaben ist ebenfalls schwarz, wird in Mittelschrift ausgeführt und hat eine Größe von z.

#### Grafische Symbole
Die grafischen Symbole haben (einschließlich des Randes) eine Seitenlänge von 11 E, welche bei alleinstehenden Symbolen ohne Text auf 14 E vergrößert werden kann. Der schwarze Rand ist 0,25 E breit, wobei die blauen Symbole keinen Rand haben.
Wird das Autobahnsymbol verbreitert dargestellt, wird es so verbreitert, dass das Symbolfeld 33 E oder mehr breit und 13 E hoch ist, und das Symbol selber 27 E breit und 11 E hoch ist.

#### Pfeilwegweiser
Die Breite der Zeichen 415, 418, 430 und 432 richtet sich nach der Länge der Beschriftung, wobei die jeweiligen Mindestmaße eingehalten werden müssen. Bei mehreren Pfeilwegweisern am gleichen Standort wird eine einheitliche Breite aller Schilder dadurch sichergestellt, dass sich die Breite aller Schilder nach dem Schild mit der längsten Beschriftung richtet.
| h in mm | 1 Zeile | 1 Zeile               | 2 Zeilen | 2 Zeilen              |
| h in mm | H in mm | Mindestbreite B in mm | H in mm  | Mindestbreite B in mm |
| ------- | ------- | --------------------- | -------- | --------------------- |
| 105     | 350     | 1250                  | 450      | 1500                  |
| 126     | 400     | 1500                  | 500      | 1750                  |
| 140     | 450     | 1500                  | 600      | 2000                  |
| 175     | 550     | 1750                  | 700      | 2250                  |

### Abstände

#### Pfeile
Der Abstand von Pfeilen zu den anderen Gestaltungselementen beträgt nach oben und unten 4 E. Nach links und rechts beträgt der Abstand grundsätzlich 5 E. In der Richtung der Pfeilspitze jedoch (nicht diagonal) beträgt der Abstand ebenfalls 4 E.

#### Grafische Symbole
Der Abstand zwischen den Symbolen untereinander beträgt in allen Richtungen 3 E. Zu allen anderen Gestaltungselementen beträgt der Abstand nach oben und unten 4 E und nach links und rechts 5 E. Sollte sich aber das Symbol „Autobahn“ in einem blauen Schild oder Farbeinsatz befinden, so wird der Abstand nicht vom Symbolfeld aus, sondern vom Symbol selbst gemessen.

### Schriftgrößen
Die RWB legen folgende Schriftgrößen in der Verkehrsschrift DIN 1451 für die wegweisende Beschilderung fest:
| Geschwindigkeit in km/h                                  | Schriftgröße in mm |
| -------------------------------------------------------- | ------------------ |
| Seitlich neben der Fahrbahn aufgestellte Beschilderungen |                    |
| ≤ 40                                                     | 105                |
| 50                                                       | 126                |
| 60–70                                                    | 140                |
| 80–100                                                   | 175                |
| 110–120                                                  | 210                |
| > 120                                                    | 280                |
| Überkopfbeschilderungen                                  |                    |
| ≤ 50                                                     | 175                |
| 60–70                                                    | 210                |
| 80–100                                                   | 280                |
| > 100                                                    | 350                |

### Randgrößen
Die wegweisende Beschilderung hat außen einen hellen Kontraststreifen, wobei Schilder mit gelber oder weißer Grundfarbe zusätzlich innerhalb des Kontraststreifens noch einen schwarzen Rand haben. Der Kontraststreifen ist bei Schildern mit blauer Grundfarbe weiß. Bei Schildern mit gelber oder weißer Grundfarbe richtet sich die Farbe des Kontraststreifens nach der Grundfarbe des Schildes, wobei bei Schildern mit mehreren Feldern, die verschiedene Grundfarben haben, sich die Farbe nach dem jeweils zugehörigen Feld richtet.

#### Rechteckige Beschilderung mit Rand
(Quelle: )
| Diagonale des Schildes in m | Randbreite in mm | Kontraststreifen in mm |
| --------------------------- | ---------------- | ---------------------- |
| ≤ 0,90                      | 10               | 10                     |
| > 0,90 – 1,35               | 15               | 10                     |
| > 1,35 – 1,80               | 20               | 15                     |
| > 1,80 – 2,25               | 25               | 15                     |
| > 2,25 – 3,35               | 30               | 20                     |
| > 3,35 – 4,00               | 45               | 30                     |
| > 4,00 – 4,45               | 50               | 35                     |
| > 4,45 – 4,90               | 55               | 35                     |
| > 4,90 – 6,25               | 60               | 40                     |
| > 6,25                      | 65               | 45                     |

#### Rechteckige Beschilderung ohne Rand
| Diagonale des Schildes in m | Kontraststreifen in mm |
| --------------------------- | ---------------------- |
| ≤ 0,75                      | 10                     |
| > 0,75 – 1,15               | 15                     |
| > 1,15 – 1,55               | 20                     |
| > 1,55 – 1,95               | 25                     |
| > 1,95 – 2,35               | 30                     |
| > 2,35 – 2,75               | 35                     |
| > 2,75 – 3,35               | 40                     |
| > 3,35 – 4,10               | 50                     |
| > 4,10 – 4,90               | 60                     |
| > 4,90 – 5,70               | 70                     |
| > 5,70 – 6,50               | 80                     |
| > 6,50 – 7,30               | 90                     |
| > 7,30                      | 100                    |

### Eckradius der rechteckigen Beschilderung
| Diagonale des Schildes in m | Eckradius – außen in mm |
| --------------------------- | ----------------------- |
| ≤ 1,80                      | 40                      |
| > 1,80–3,35                 | 60                      |
| > 3,35                      | 120                     |

## Symbole der RWB
Bei autobahnähnlichen Straßen können auch die Symbole der RWBA benutzt werden.

Informationsstelle
Polizeistation
Krankenhaus
„Erste Hilfe“-Station
Parkplatz
Parkhaus, Parkgarage
Parken und Reisen
Auto im Reisezug
Bahnhof
Güterverkehrszentrum
Flughafen
Hafen, Fährhafen, Fähre
Industriegebiet, Gewerbegebiet
Zelt- und Wohnwagenplatz
Freizeitsportanlage
Großsportanlage, Stadion
Autohof
Autobahn
Freibad
Hallenbad
Stadtzentrum, Ortszentrum